# Carena del Vilar
La Carena del Vilar és una serra situada entre els municipis de Rupit i Pruit i de Sant Hilari Sacalm a la comarca d'Osona, amb una elevació màxima de 756 metres.